# 菊池純礼
菊池 純礼（きくち すみれ、1996年1月15日 - ）は、日本のスピードスケート選手で元ショートトラックの選手。富士急行所属で、日本スケート連盟のナショナル強化選手（A指定）。

## 来歴
長野県南佐久郡南相木村出身。主にショートトラックでの出場が多いが、菊池は「楽しいから」とスピードスケート競技もこなす。
南佐久郡小海町北相木村南相木村中学校組合立小海中学校在学中は、全国中学校スケート大会1000mで優勝し頭角を現した。2012年にインスブルックで行われた冬季ユースオリンピックでは、スピードスケート・ショートトラックで3個の銅メダルを獲得した。
長野県小海高等学校入学以降、2013年1月のインターハイショートトラック1000mで2位入賞。同年9月の全日本距離別ショートトラック選手権女子1000mで高校生として初めての優勝を遂げ、ワールドカップ代表に選出された。2014年春にトヨタ自動車スケート部へ入部。
2018年平昌オリンピックは、次姉の菊池彩花や三姉の菊池悠希と共に代表に選ばれる。全4種目に出場するが、個人種目では1500mの11位が最高でリレーでは6位の結果だった。
2019年5月、スピードスケートとショートトラック両方へ挑戦できる環境を志し富士急行へ移籍。
同年12月にはスピードスケート全日本選手権のオールラウンド部門女子で4種目中3種目でトップとなり総合優勝を果たした。
2022年北京オリンピックではショートトラック混合リレーに菊池悠希、吉永一貴、菊池耕太と出場したが予選3組4着となった。女子500mでは準々決勝まで進んだが、アメリカの選手に巻き込まれて転倒したものの救済措置の適用を受けられず、56秒092で3位となり準決勝には進めなかった。また女子1000mでも準々決勝敗退となった。2月16日に行われたショートトラック女子1500mでは8～14位決定戦に回ったが、選手たちが互いに牽制し合って非常にゆっくりしたスロースタートのレース運びとなった中で、2周目に大幅に加速して他の選手たちを周回遅れにし、そのまま1着でゴールして8位に入賞した。この入賞結果は、北京オリンピックでのショートトラックの男女個人種目で日本の唯一の入賞だった。さらに、ショートトラック種目の日本女子では2006年トリノオリンピックでの神野由佳以来となる4大会ぶりの入賞となった。

## 人物・エピソード
5人姉妹の末妹で、次姉はソチオリンピック及び2018年平昌オリンピックスピードスケート代表の菊池彩花、三姉は2018年平昌オリンピック及び2022年北京オリンピックショートトラック代表の菊池悠希、四姉はソチオリンピックショートトラック代表の菊池萌水で4人がオリンピック代表を果たしており、次姉の彩花は平昌オリンピックのチームパシュートで金メダルを獲得している。
実母からは「姉妹の中で自分の居場所を見つけ、視点が鋭い」と語られている。
父親の菊池毅彦は、南相木村の前村長。

## 自己記録
| 種目    | 結果    | 日付 | 場所 |
| ------- | ------- | ---- | ---- |
| 1,000 m | 1:21.52 |      |      |
| 1,500 m | 2:03.37 |      |      |

## 参考
- 日本スケート連盟 - 強化選手プロフィール